# Joaquim Sorolla i Bastida
Joaquim Sorolla i Bastida (València, 27 de febrer de 1863 - Cercedilla, 10 d'agost de 1923) fou un pintor i artista gràfic valencià. Els seus treballs, un total de més de 2.200 obres catalogades, mostren retrats, paisatges i monuments de temàtica social i històrica, caracteritzades per la capacitat de captar la personalitat i essència dels retratats i els paisatges sota la llum del sol. La seua obra ha estat erròniament catalogada per alguns d'estil impressionista, però en realitat el seu estil es defineix millor com a luminista. Considerat un dels pintors més importants de la pintura espanyola de finals del segle XIX i principis del XX.

## Joventut

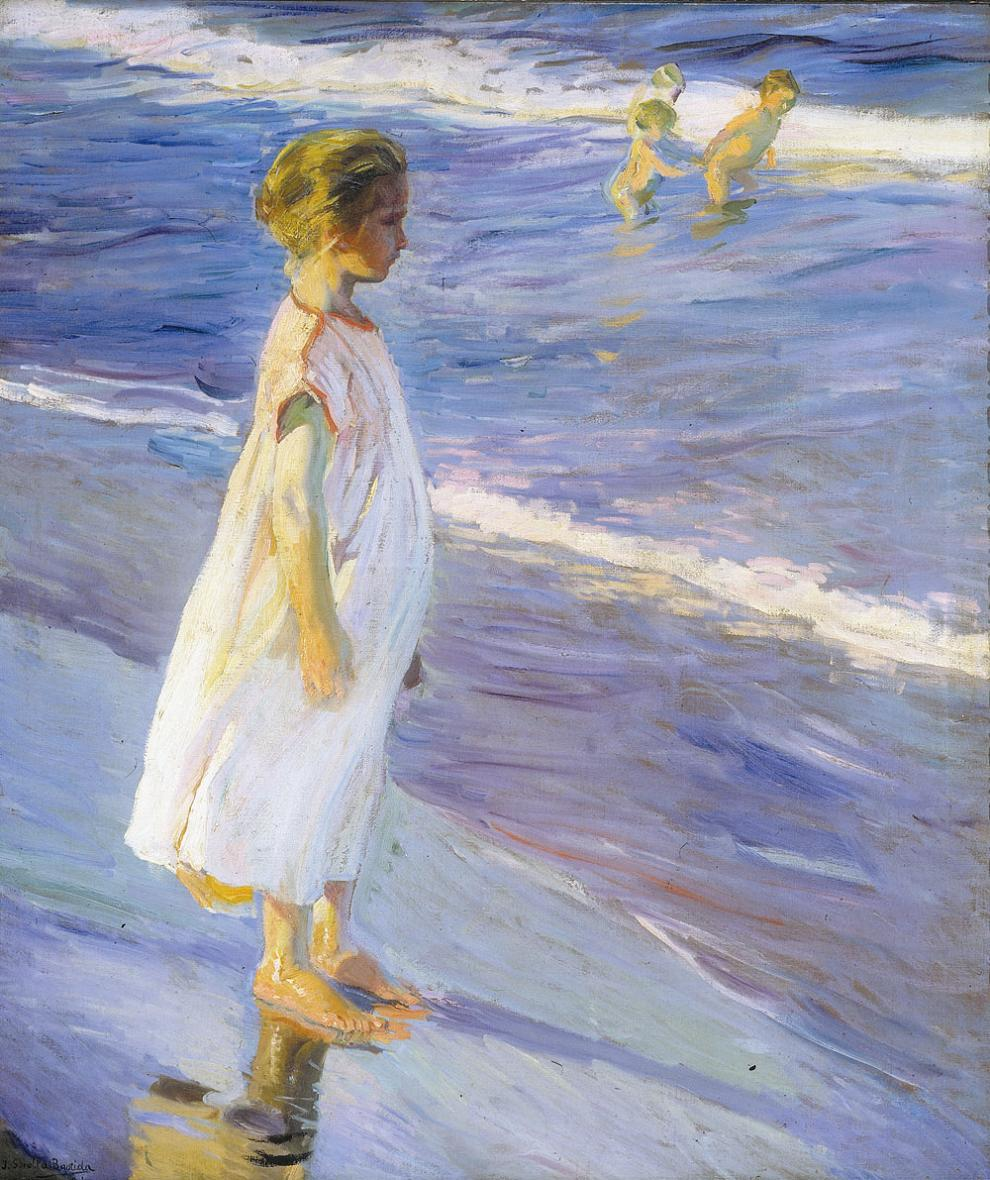
Xiqueta, Museu Nacional de Bellas Artes, L'Havana

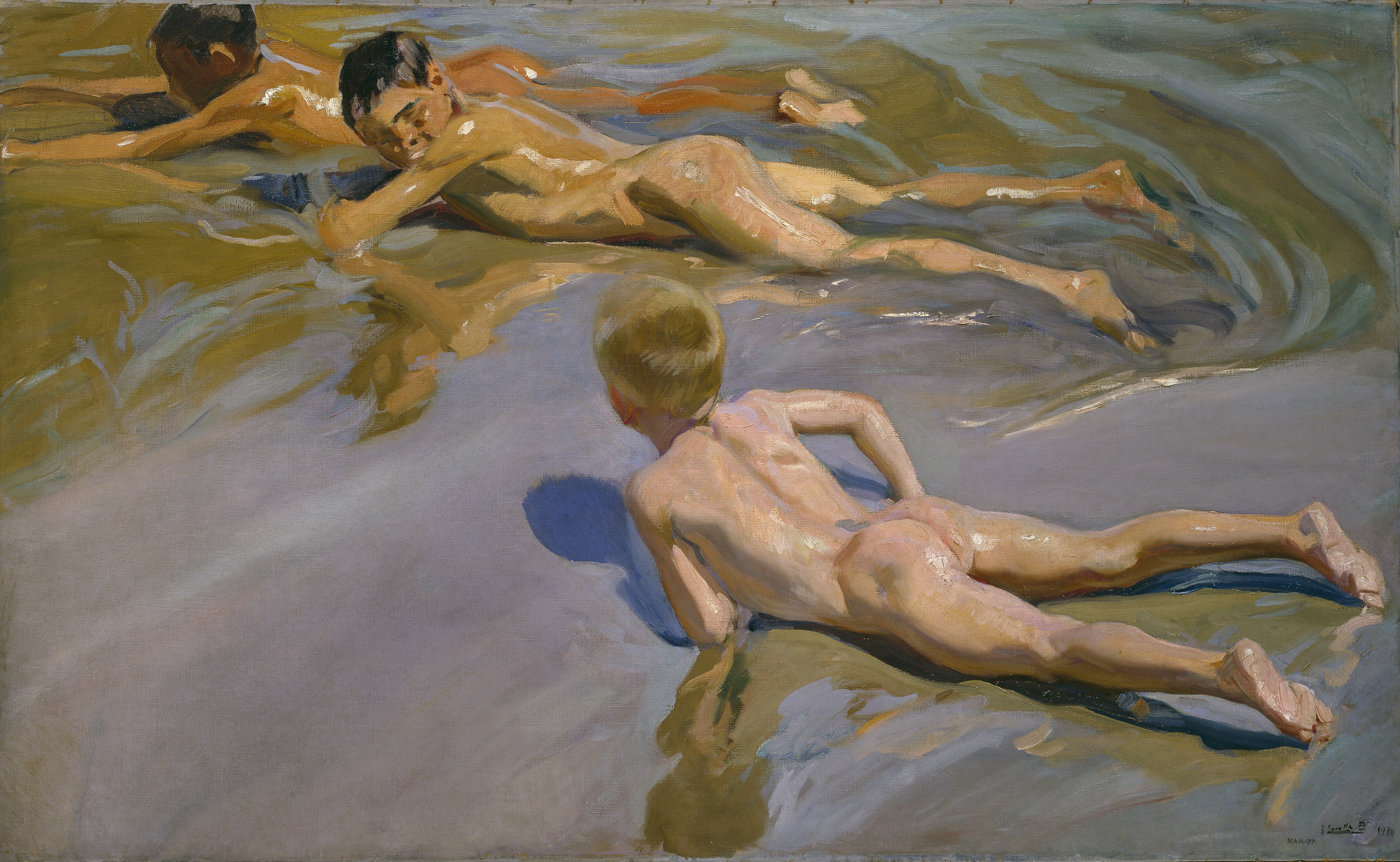
Xiquets a la platja (1910), Museu del Prado, Madrid

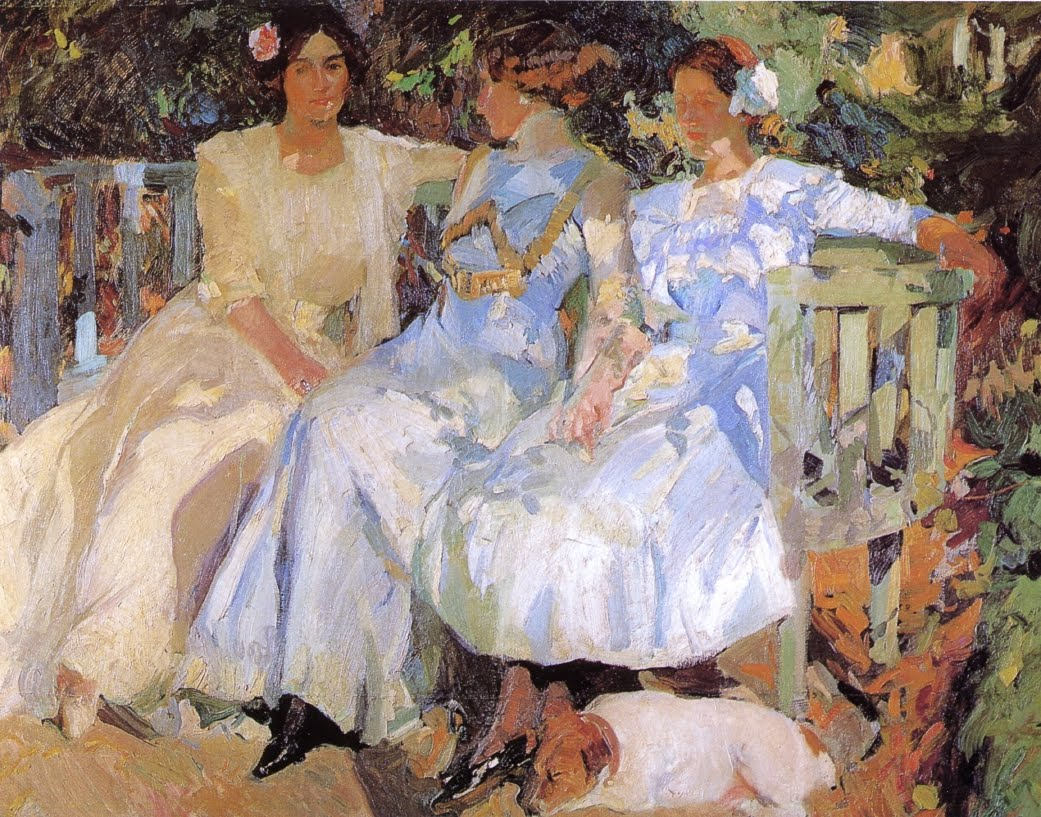
La meua esposa i les meues filles, Col·lecció particular

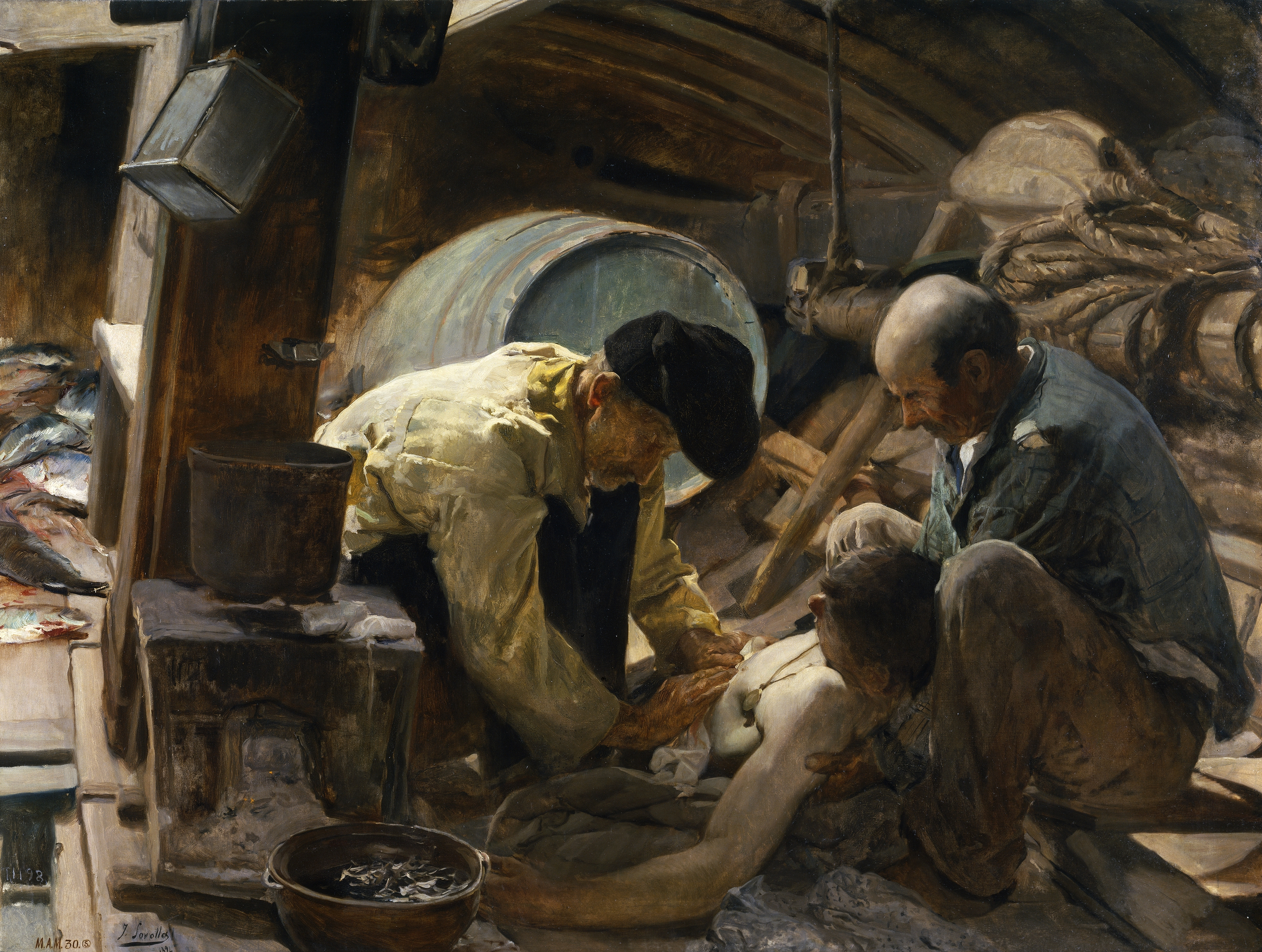
I encara diuen que el peix és car (1894), Museu del Prado, Madrid

Quan només tenia dos anys, els seus pares van morir a causa d'una epidèmia de colera. En quedar orfes la seua germana, Concha, i ell, la seua tia Isabel, germana de la seua mare, i el seu marit, de professió manyà, els van acollir. Passats els anys, van intentar ensenyar-li l'ofici de la manyeria, advertint prompte que la seua vertadera vocació era la pintura.
El 1874 va començar a estudiar a l'Escola Normal Superior, on li van aconsellar que també es matriculara a les classes nocturnes de dibuix a l'Escola d'Artesans de València. Aquí va conèixer als companys amb els quals acabaria compartint estudi, a la planta baixa del carrer de les Avellanes de València, els germans Benlliure —Blas, Juan Antonio i José—, José María Vilar Torres i Ignacio Pinazo Camarlench.
L'any 1879 va rebre, en nom de l'Escola d'Artesants, una caixa de pintures i un diploma com a premi "per la seua constant aplicació en el dibuix de figura". Aqueix mateix any va ingressar a l'Escola Superior de Belles Arts de Sant Carles de València, al mateix temps que treballava al taller del seu oncle.
Va ser a l'Acadèmia de Sant Carles on va conèixer un altre alumne, Juan Antonio García, que era germà de qui més tard acabaria sent la seua esposa, Clotilde García. El 1880 va aconseguir una Medalla d'Argent per la seua obra Moro acechando la ocasión de su venganza ('Moro aguaitant l'ocasió de la seua revenja') en l'exposició de la societat El Iris.
En concloure la seua formació a l'Acadèmia, va començar a enviar les seues obres a concursos provincials i exposicions nacionals de belles arts, com la de Madrid al maig del 81, on va presentar tres marines valencianes que, encara que formidables, van passar sense pena ni glòria perquè no encaixaven amb la pintura oficial i les tendències d'aquells moments, de temàtica històrica i dramàtica. L'any següent, va estudiar l'obra de Velázquez i altres autors en el Museu del Prado. En la seva estada, influenciat per l'obra de Velázquez, el Crist crucificat, Sorolla pintà l'any 1883 l'anomenat Estudi de Crist, amb el qual podríem dir que s'inicia la seva etapa realista. Per fi, el 1883, va aconseguir una medalla en l'Exposició Regional de València i, el 1884, va aconseguir la glòria en rebre la Medalla de Segona Classe en l'Exposició Nacional gràcies a la seua obra Dos de mayo, obra melodramàtica i fosca feta expressament per a l'exposició; tal com li va dir a un col·lega seu: "Ací, per a donar-se a conèixer i guanyar medalles, cal fer morts."
Va recollir un altre gran èxit a València amb la seua obra El crit del palleter sobre la Guerra de la Independència espanyola. D'aquesta manera, al guanyar la beca de la Diputació Provincial de València va viatjar a Roma on, al mateix temps que treballava, va conèixer l'art clàssic i renaixentista, així com els grans museus, i contactà, a més, amb altres artistes.
Amb el seu amic el pintor Pedro Gil es va desplaçar a París durant el primer semestre de 1885, entrà en contacte amb les avanguardes europees, encara més concretament, amb la pintura impressionista, que va produir en ell, un cop havent retornat a Roma, variacions en la seua temàtica i estil. Arribà a pintar el quadre religiós El entierro de Cristo, amb el qual va fracassar rotundament.

## Luminisme

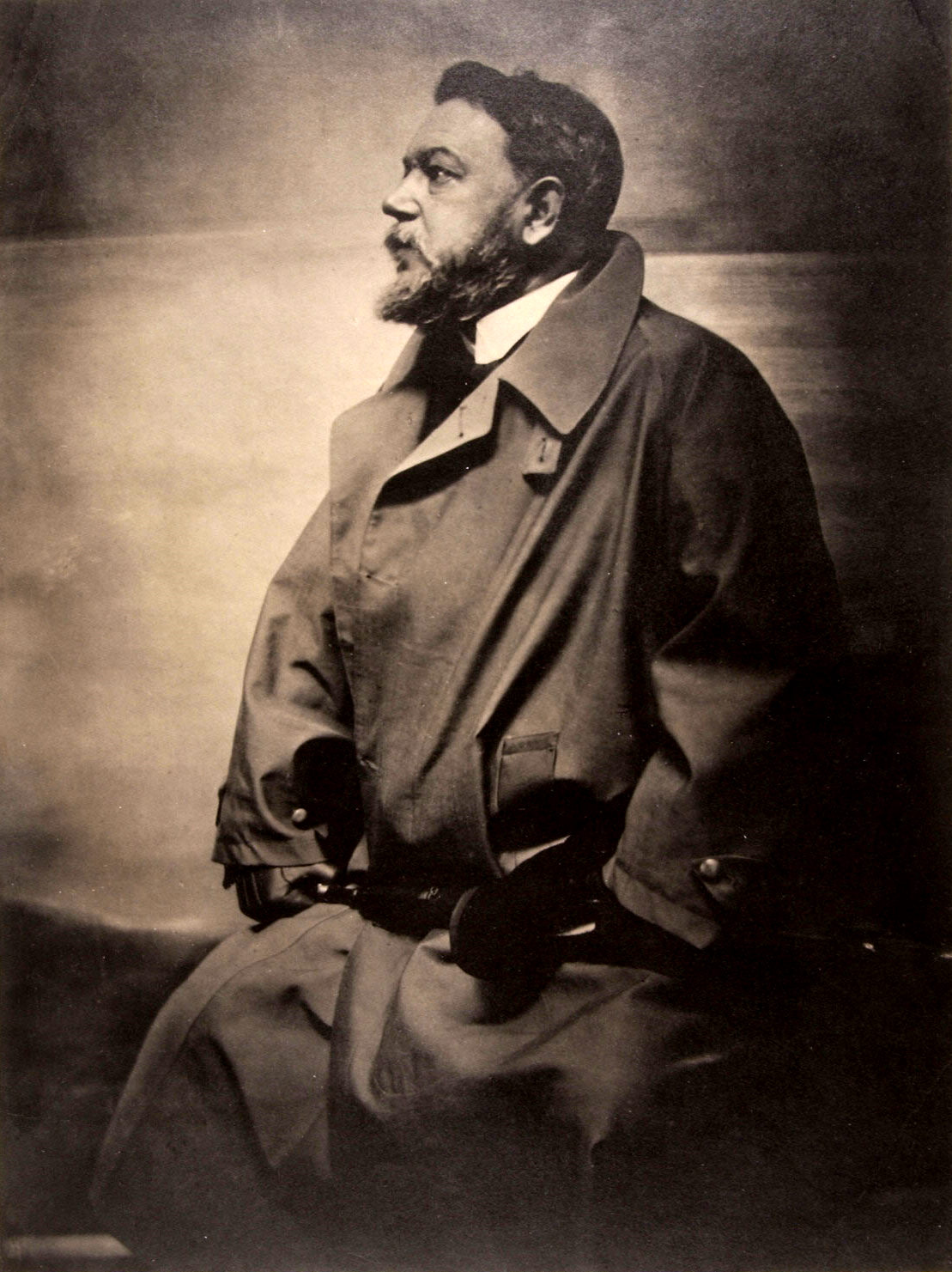
Platinotípia de Sorolla realitzada per Gertrude Käsebier l'any 1908

El 1888 es casa amb Clotilde García a València, amb la qual va tenir tres fills — María, Joaquín i Elena. La família de Sorolla va exercir un paper molt important en la seva vida i les seves obres, ja que sovint exercien com a models a les seves pintures.

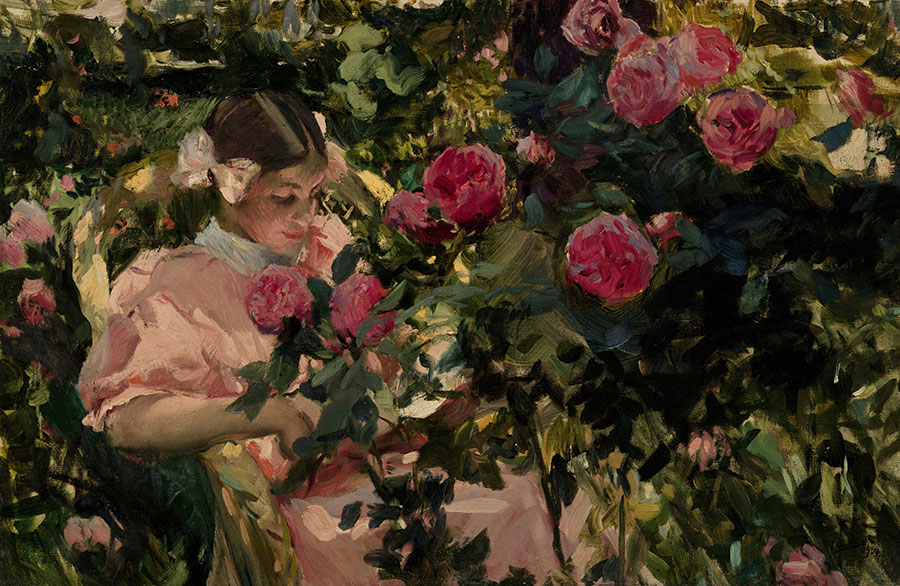
Elena entre rosas (1907). Retrat d'Elena, filla de Sorolla.

La seva dona i ell viurien un any més a Itàlia, aquesta vegada a la localitat d'Assís. Època en la qual pintava petites aquarel·les de temes costumistes i anecdòtics. Es van instal·lar a Madrid al 1889 i, en escassos cinc anys, Sorolla va aconseguir certa fama i prestigi com a pintor. El 1894 va viatjar novament a París, on va entrar en contacte amb la pintura impressionista així com el desenvolupament d'un nou estil pictòric propi, el luminisme, que tant marcaria les seves posteriors obres. Va començar a pintar a l'aire lliure, dominant l'habilitat per capturar l'atmosfera, la llum i el reflex del sol en les seves obres; combinant-la amb escenes quotidianes i paisatgístiques de la vida mediterrània, especialment les escenes de platja i mar. En obres com La vuelta de la pesca, La playa de València o Triste herencia, va descriure el sentiment que produïa la visió de la mar Mediterrània, comunicant l'esplendor d'un matí de platja amb un colorit vibrant i un estil de pinzellada solta i vigorosa. Amb Triste herencia va rebre, el 1900, el Grand Prix a l'Exposició Universal de París. A més, va seguir amb la seua pintura de denúncia social que tants èxits li havia reportat en els últims anys, amb obres com I encara diuen que el peix és car (1895).
L'estiu de 1896 visità per primer cop Xàbia i s'enamorà del lloc, de la seva mar; estada tan rellevant que es repetirà en vàries ocasions, 1900 i 1905. L'any 1905 preparà la seva primera gran exposició individual a París, amb els paisatges de Xàbia com a temàtica principal. Un total de 16 obres amb els temes mar i roques, entre elles, i les més destacades Roques de Xàbia i El bot blanc, van ser exposades l'any 1906 a La Galerie Georges Petit de París.

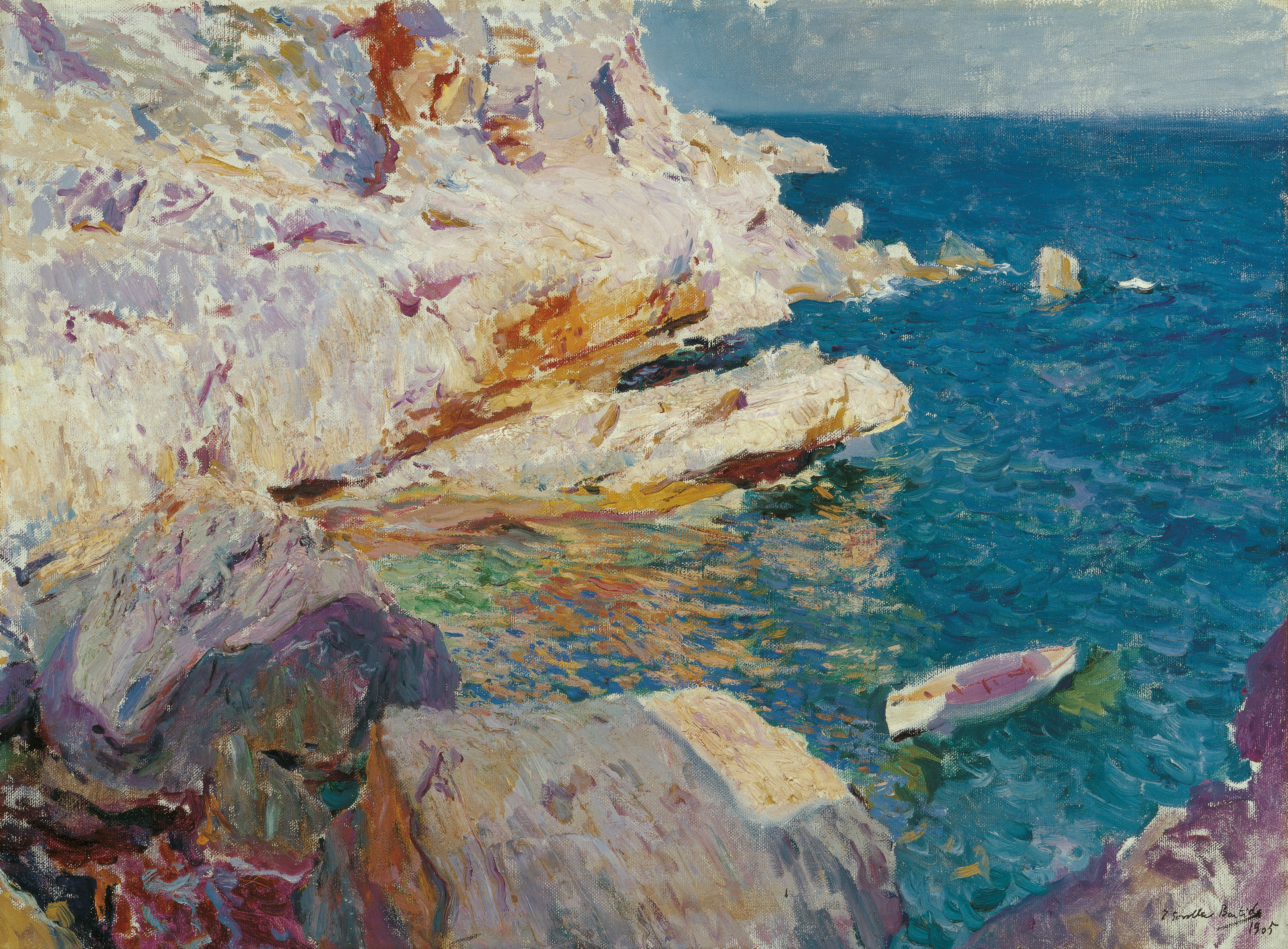
Rocas de Jávea y el bote blanco 1905. Pintura a l'oli exposada al saló de París 1906.

En aquell moment, València el va nomenar fill predilecte i meritori, i va ser donat el seu nom a un carrer. Després de molts viatges per Europa, principalment Anglaterra i França, va realitzar una exposició a París, amb més de mig miler d'obres, que li va donar un reconeixement internacional inusitat, coneixent-se la seua obra pictòrica per tot Europa i Amèrica. Va exposar la seua obra a Nova York el 1909 i va recollir un èxit sense cap precedent, amb obres com Sol de tarde o Nadadores, entre moltes d'altres. També ho va fer, el 1911, en el City Art Museum de Saint Louis i en l'Art Institute de Chicago. Al novembre d'aqueix mateix any, va signar un encàrrec amb Archer Milton Huntington per a la Hispanic Society of America: la Visió d'Espanya.

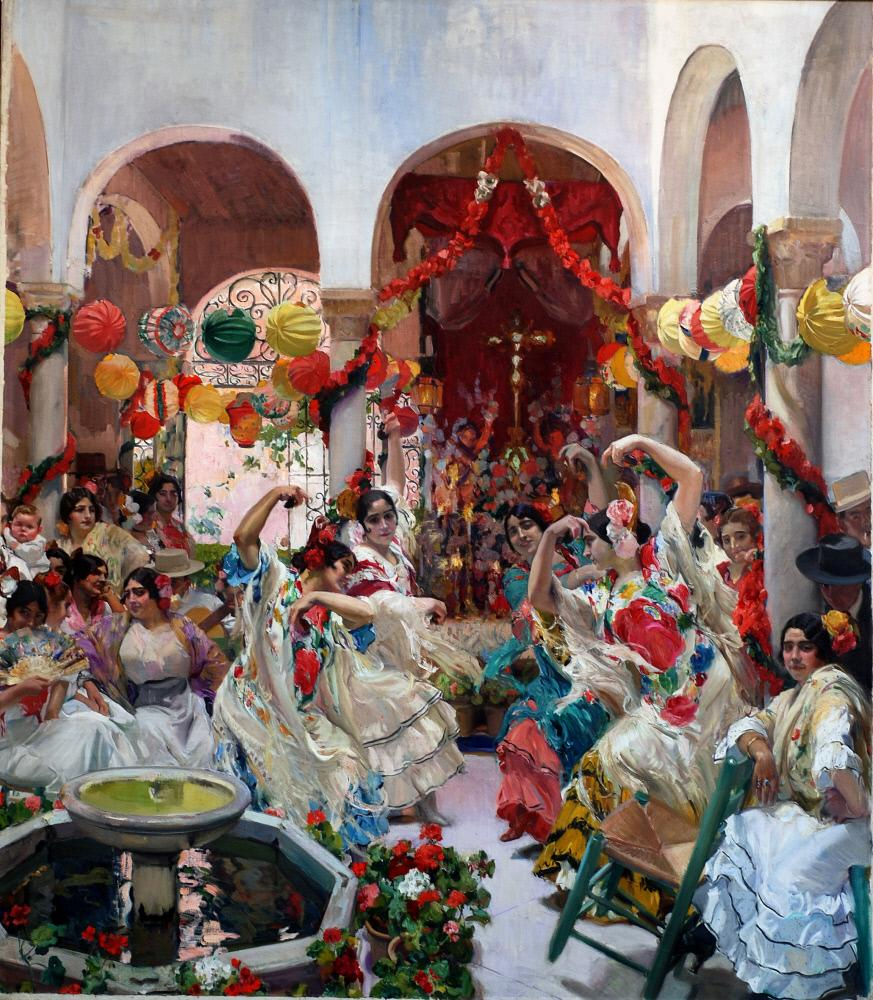
Sevilla. El baile (1915) de Sorolla, encàrrec d'Hispanic Society.

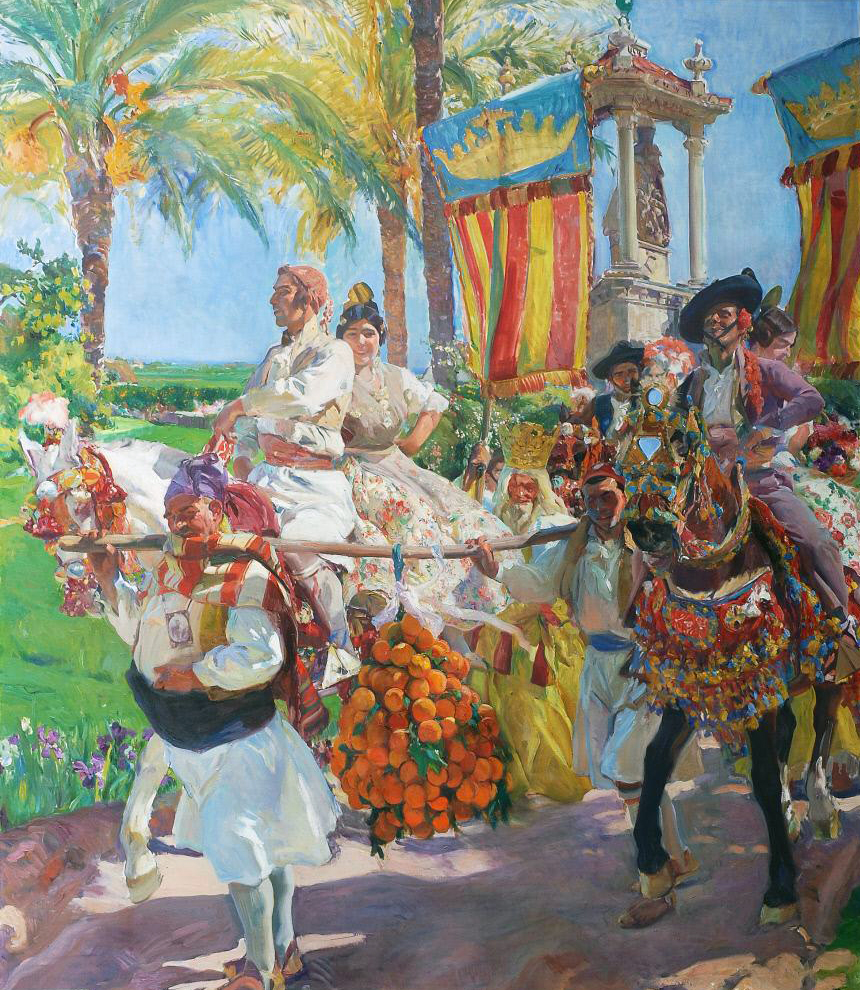
Valencia. Las grupas (1916) de Sorolla, encàrrec d'Hispanic Society.

El conjunt de la Visió d'Espanya de la Sorolla Room està format per catorze quadres murals que decorarien la biblioteca de la institució, un d'aquests l'immens llenç Castilla o La fiesta del pan de 13,92 metres de llarg. Amb aquesta obra, realitzada entre 1913 i 1919 i de tres metres i mig d'alt per setanta metres de llarg i un total de 194,6 m², va alçar un inesborrable monument a Espanya, perquè s'hi representaven escenes característiques de diverses províncies espanyoles i una ubicació a Portugal. Va necessitar quasi tot l'any 1912 per a viatjar per tot el territori, realitzant esbossos i treballs de costums i paisatges. D'aquesta obra, destaquen els olis pintats el 1916 dedicats a xiquets i dones en platges de València, on predomina la llibertat de pinzellada i la llum de la seua terra. Alguns exemples en són Mare i filla, Pescadora valenciana o Catalunya. El peix, obra del 1915 ambientada a la platja de Santa Cristina de Lloret de Mar.
Una altra important faceta seua va ser la de retratista, de figures importants com van ser Juan Ramón Jiménez, el rei Alfons XIII, Ortega y Gasset, Machado etc així com de retrats familiars i autoretrats. També, el 1914, havia sigut nomenat acadèmic i, quan va acabar els treballs per a la Hispanic Society, va treballar com a professor de composició i color a l'Escola de Belles Arts de Madrid, on entre altres alumnes va tenir el gallec
Francisco Llorens Díaz que va ser una gran admirador del colorit de Sorolla. La seua pintura va representar l'aplicació directa del luminisme al paisatge i la figura, acostant per tant aquesta tendència a la societat de l'època. Sorolla va arribar a pintar també 15 autoretrats. Tothom, a principis del segle xx, volia ser retratat per un artista d'alt rang, per Sorolla.

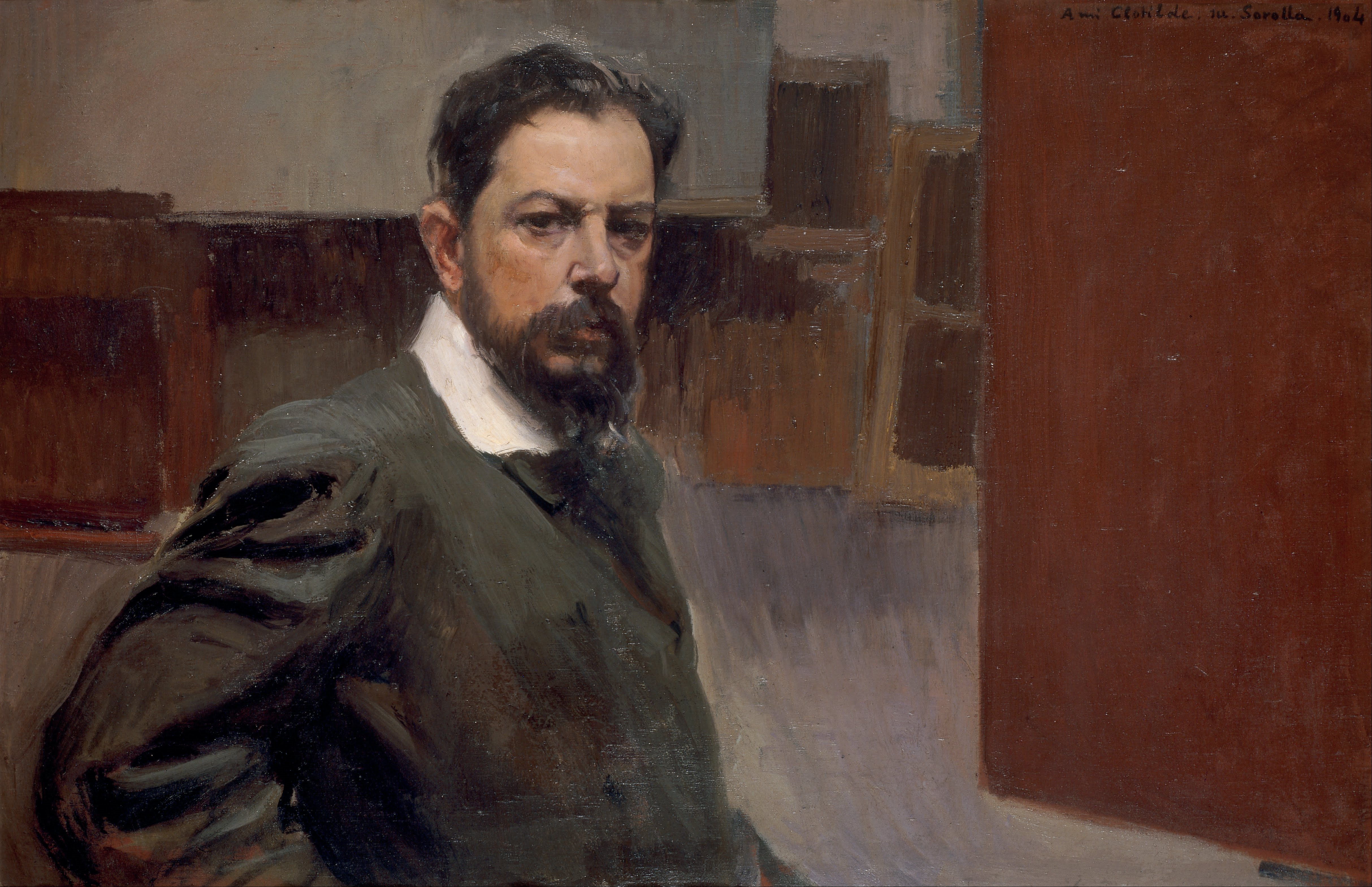
Autoretrat J. Sorolla i Bastida (1904)

El 1920, mentre pintava el retrat de la senyora Pérez de Ayala al jardí de sa casa a Madrid, va patir un atac d'hemiplegia que el va deixar invàlid de la banda esquerra, aquest va minvar dràsticament les seves facultats físiques i mentals. Impedint que pogués continuar pintant. Va morir a la seva casa de Cercedilla, Madrid el 10 d'agost de 1923, tres anys després de l'accident.
La vida del pintor ha estat recreada per una biografia fílmica, per Joan Olivé i Vagué.